# Cistanthe pygmaea
Cistanthe pygmaea är en källörtsväxtart som först beskrevs av Samuel Bonsall Parish och Rydberg, och fick sitt nu gällande namn av M.A. Hershkovitz. Cistanthe pygmaea ingår i släktet Cistanthe och familjen källörtsväxter. Inga underarter finns listade i Catalogue of Life.